# 国际律师协会
国际律师协会（英語：International Bar Association，简称IBA）是国际性的律师和律师协会组织。国际律师协会的目的是促进全世界范围内法律协会之间的信息交流，支持司法独立和律师权利，使律师的执业不受阻碍，通过其所属的人权研究所（IBAHRI）在全球范围内保护律师的人权。该组织通过其所属部门和委员会开展活动，从而在全球范围内实现成员之间，关于法律、实务、与商法实践相关的专业责任等方面的信息和观点的交流。通过这些活动，国际律师协会力求“影响国际法律改革的发展”，并在全球范围内“塑造法律行业的未来”。
凭着在全世界范围内支持立法和司法行政的目标，34个国家律师协会于1947年2月在美國纽约举行会议创办了IBA。IBA的会员稳步增长，到1970年，协会准许个人律师入会并建立了商法部。1974年，建立成立法律执行部，1982年，第三个部门即能源与自然资源法律部成立。上世纪80年代又成立了人权和法治常务委员会。1992年，采纳了行动计划成立审判观察团，调查法官、律师或律师协会的独立性受到威胁的案件。在1995年，人权研究所成立，使这项工作得到了扩展，并给予成员组织和个人会员积极贡献力量的机会。
目前 IBA 拥有全球超過 80,000 位独立的律师会员以及 190 个律师协会及法律协会成员，其成员组织覆盖各大洲共 160 個国家。

## 历任国际律师协会主席
- 2017－2018： Martin Šolc
- 2015－2017： David W. Rivkin（英语：David W. Rivkin）
- 2013-2014： Michael Reynolds [3][4]
- 2011－2012： 川村明
- 2009－2010： Fernando Pelaez-Pier
- 2007－2008： Fernando Pombo
- 2005－2006： Francis Neate（英语：Francis Neate）
- 2003－2004： Emilio Cardenas
- 2001－2002： Dianna Kempe
- 1999－2000： Klaus Böhlhoff
- 1997－1998： Desmond Fernando